# Alexander Ahl Holmström
Alexander Ahl Holmström (Visby, 4 aprile 1999) è un calciatore svedese, attaccante del Magdeburgo.

## Caratteristiche tecniche
È un centravanti.

## Carriera

### Club
Cresciuto nei settori giovanili dell'FC Gute e del Kalmar, ha esordito in prima squadra il 27 settembre 2018 in occasione dell'incontro di Allsvenskan perso 2-1 contro l'Häcken. In quella stagione ha collezionato due presenze in campionato.
L'anno successivo ha iniziato la stagione in prestito in Division 1 all'Oskarshamns AIK, ma nel corso della stagione è tornato al Kalmar dove nella restante parte dell'Allsvenskan 2019 è stato schierato 5 volte da titolare mentre in 6 occasioni è subentrato dalla panchina. Durante l'intera Allsvenskan 2020 invece ha totalizzato 3 presenze da titolare e 9 da subentrante, con una rete all'attivo (la quale ha fissato il punteggio della trasferta contro l'Hammarby sul definitivo 3-3).
Scaduto il contratto con il Kalmar, nel gennaio del 2021 Ahl Holmström è sceso in Superettan accettando il biennale (con opzione per un terzo anno) offertogli dall'AFC Eskilstuna. Qui ha giocato con regolarità, partendo nello schieramento titolare in gran parte delle occasioni e realizzando 9 reti.
Prima dell'inizio della stagione 2022, Ahl Holmström è stato acquistato dall'Örgryte, altra squadra del campionato di Superettan. In rossoblù ha faticato a trovare spazio da titolare, tanto che, su 27 presenze in campionato, è partito dal primo minuto solo in 4 occasioni. Nonostante ciò, oltre ai 2 gol in campionato, a fine stagione ha segnato una rete decisiva per la salvezza, realizzando il definitivo 2-3 nella gara di ritorno degli spareggi contro il Sandvikens IF, dopo che all'andata la sua squadra aveva vinto 1-3 in trasferta.
Nel gennaio 2023, complice il poco spazio all'Örgryte, Ahl Holmström è passato a titolo definitivo con un contratto biennale ai rivali cittadini del GAIS, neopromossi in Superettan 2023. Dopo un inizio di stagione piuttosto lento, ad agosto è entrato in una striscia positiva, segnando cinque gol in quattro partite e venendo eletto giocatore del mese del campionato. Ha concluso la stagione con 8 gol in 28 presenze, contribuendo al secondo posto della formazione neroverde che ha così ottenuto la promozione nella massima serie, categoria in cui aveva militato l'ultima volta nel 2012. Nell'Allsvenskan 2024 Ahl Holmström ha continuato a segnare con regolarità e, con il suo contratto con il GAIS in scadenza a fine stagione, nella seconda parte dell'anno sono emerse voci su un possibile trasferimento a parametro zero, con interessamenti anche da parte di club esteri. Il 10 novembre 2024, al termine dell'ultima giornata, ha confermato che avrebbe lasciato il club. Il giocatore ha concluso il torneo con 10 gol in 29 partite, imponendosi come il miglior marcatore della sua squadra, che da neopromossa ha terminato al sesto posto in classifica.
A partire dal gennaio 2025 è diventato un giocatore del Magdeburgo, squadra impegnata nella 2. Fußball-Bundesliga 2024-2025.

### Nazionale
Ha giocato nella nazionale svedese Under-19.

## Statistiche
Statistiche aggiornate al 22 novembre 2020.

### Presenze e reti nei club
| Stagione        | Squadra         | Campionato      | Campionato | Campionato | Coppe nazionali | Coppe nazionali | Coppe nazionali | Coppe continentali | Coppe continentali | Coppe continentali | Altre coppe | Altre coppe | Altre coppe | Totale | Totale | Totale |
| Stagione        | Squadra         | Comp            | Pres       | Reti       | Comp            | Pres            | Reti            | Comp               | Pres               | Reti               | Comp        | Pres        | Reti        | Pres   | Reti   |        |
| --------------- | --------------- | --------------- | ---------- | ---------- | --------------- | --------------- | --------------- | ------------------ | ------------------ | ------------------ | ----------- | ----------- | ----------- | ------ | ------ | ------ |
| 2018            | Kalmar          | A               | 2          | 0          | CS              | 0               | 0               |                    | -                  | -                  |             | -           | -           | 2      | 0      |        |
| 2019            | Oskarshamns AIK | D1              | 5          | 1          | CS              | 0               | 0               |                    | -                  | -                  |             | -           | -           | 5      | 1      |        |
| 2019            | Kalmar          | A               | 12         | 0          | CS              | 3               | 0               |                    | -                  | -                  |             | -           | -           | 15     | 0      |        |
| 2020            | Kalmar          | A               | 11         | 1          | CS              | 0               | 0               |                    | -                  | -                  |             | -           | -           | 11     | 1      |        |
| Totale carriera | Totale carriera | Totale carriera | 30         | 2          |                 | 3               | 0               |                    | -                  | -                  |             | -           | -           | 33     | 2      |        |